# یارچوو-کولونگا پیروشا
یارچوو-کولونگا پیروشا (به لاتین: Jarczów-Kolonia Pierwsza) یک روستا در لهستان است که در گمینا یارچوو واقع شده‌است.